# M1-es metróvonal (Varsó)
A varsói M1-es metróvonal a varsói metró első vonala, a Młociny és a Kabaty között közlekedik. Építését 1983-ban kezdték el, az első szakaszt 1995-ben adták át.

## Története
Az első metróépítési tervek 1925-ben merültek fel. Két vonalat terveztek építeni: egy észak–délit és egy kelet–nyugatit. A munkálatokat először a nagy gazdasági válság, majd a második világháború miatt hagyták abba. A háború után visszatértek a metróépítés terveihez, még maga Sztálin is felajánlotta a segítségét, de Bolesław Bierut államelnöknek a Kultúrpalota jobban tetszett, azt mondta, hogy „Varsónak metró nem szükséges”. 1951-ben megint megkezdték a tervezést és az építést, de 1957-ben műszaki nehézségek miatt teljesen abbahagyták a munkálatokat, sőt, a Minisztertanács megtiltotta, hogy a tömegtájékoztatási eszközök megemlítsék a metrót.
1974-ben ismét megalakult a Metróépítési Igazgatóság, és 1983-ban végre elkezdték az építést. Csak 1995-ben fejezték be: április 7-én indult meg az első szerelvény a Kabaty-erdő („Kabaty” állomás) és a Műszaki Egyetem („Politechnika” állomás) között. Az első vonatok orosz gyártmányok voltak (81-es típusú kocsik Mityiscsiból), 2000-ben pedig a francia Alstom-tól vásárolt kocsikat Varsó (az Alstom kocsikat ezután Chorzówban gyártották). A vonalat fokozatosan meghosszabbították az ArcelorMittal Kohóig („Młociny” állomás – 2008. október 25.). A vonal teljes hossza 23 km.

## Állomáslista
| M1 (Kabaty ◄► Młociny) |                  |          |                    |
| Perc (↓)               | Állomás          | Perc (↑) | Átadás             |
| 0                      | Kabaty           | 39       | 1995. április 7.   |
| 2                      | Natolin          | 37       | 1995. április 7.   |
| 4                      | Imielin          | 35       | 1995. április 7.   |
| 6                      | Stokłosy         | 33       | 1995. április 7.   |
| 8                      | Ursynów          | 31       | 1995. április 7.   |
| 10                     | Służew           | 29       | 1995. április 7.   |
| 12                     | Wilanowska       | 27       | 1995. április 7.   |
| 13                     | Wierzbno         | 26       | 1995. április 7.   |
| 15                     | Racławicka       | 24       | 1995. április 7.   |
| 17                     | Pole Mokotowskie | 22       | 1995. április 7.   |
| 18                     | Politechnika     | 21       | 1995. április 7.   |
| terv.                  | Plac Konstytucji | terv.    |                    |
| 21                     | Centrum          | 18       | 1998. május 26.    |
| 22                     | Świętokrzyska    | 17       | 2001. május 11.    |
| 24                     | Ratusz Arsenał   | 15       | 2001. május 11.    |
| terv.                  | Muranów          | terv.    |                    |
| 27                     | Dworzec Gdański  | 12       | 2003. december 20. |
| 30                     | Plac Wilsona     | 9        | 2005. április 8.   |
| 32                     | Marymont         | 7        | 2006. december 29. |
| 33                     | Słodowiec        | 6        | 2008. április 23.  |
| 35                     | Stare Bielany    | 4        | 2008. október 25.  |
| 37                     | Wawrzyszew       | 2        | 2008. október 25.  |
| 39                     | Młociny          | 0        | 2008. október 25.  |

## Galéria

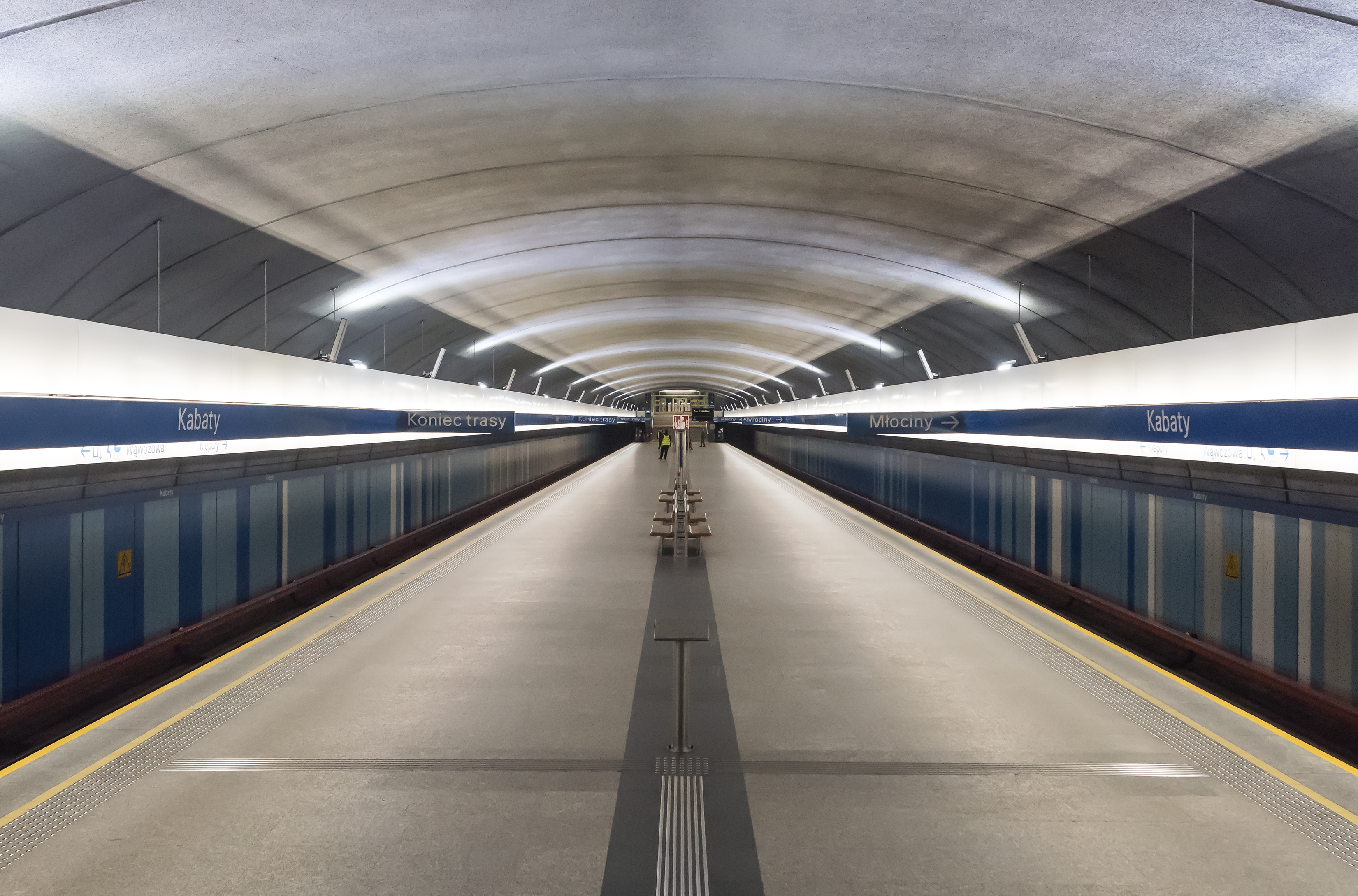
Kabaty
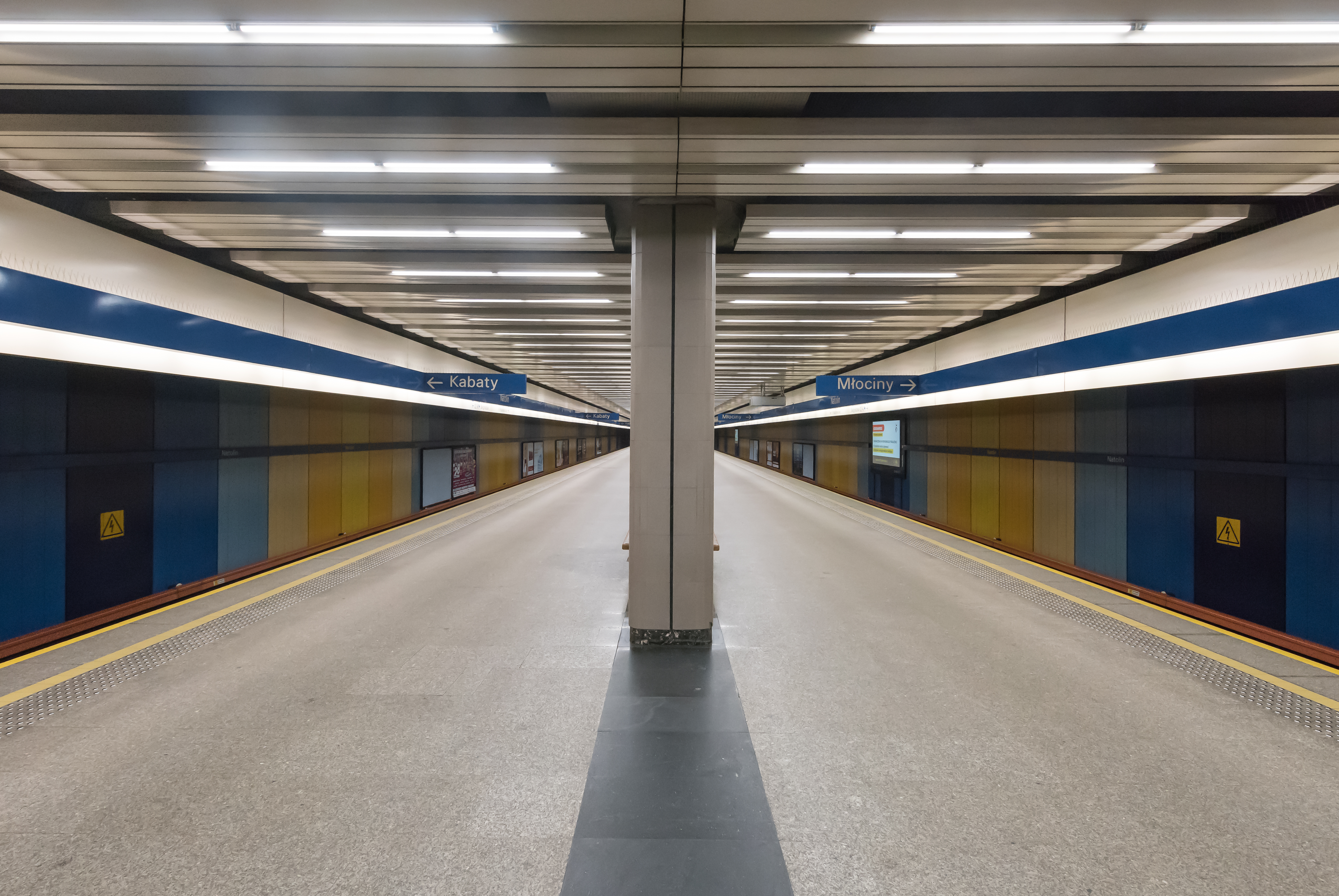
Natolin
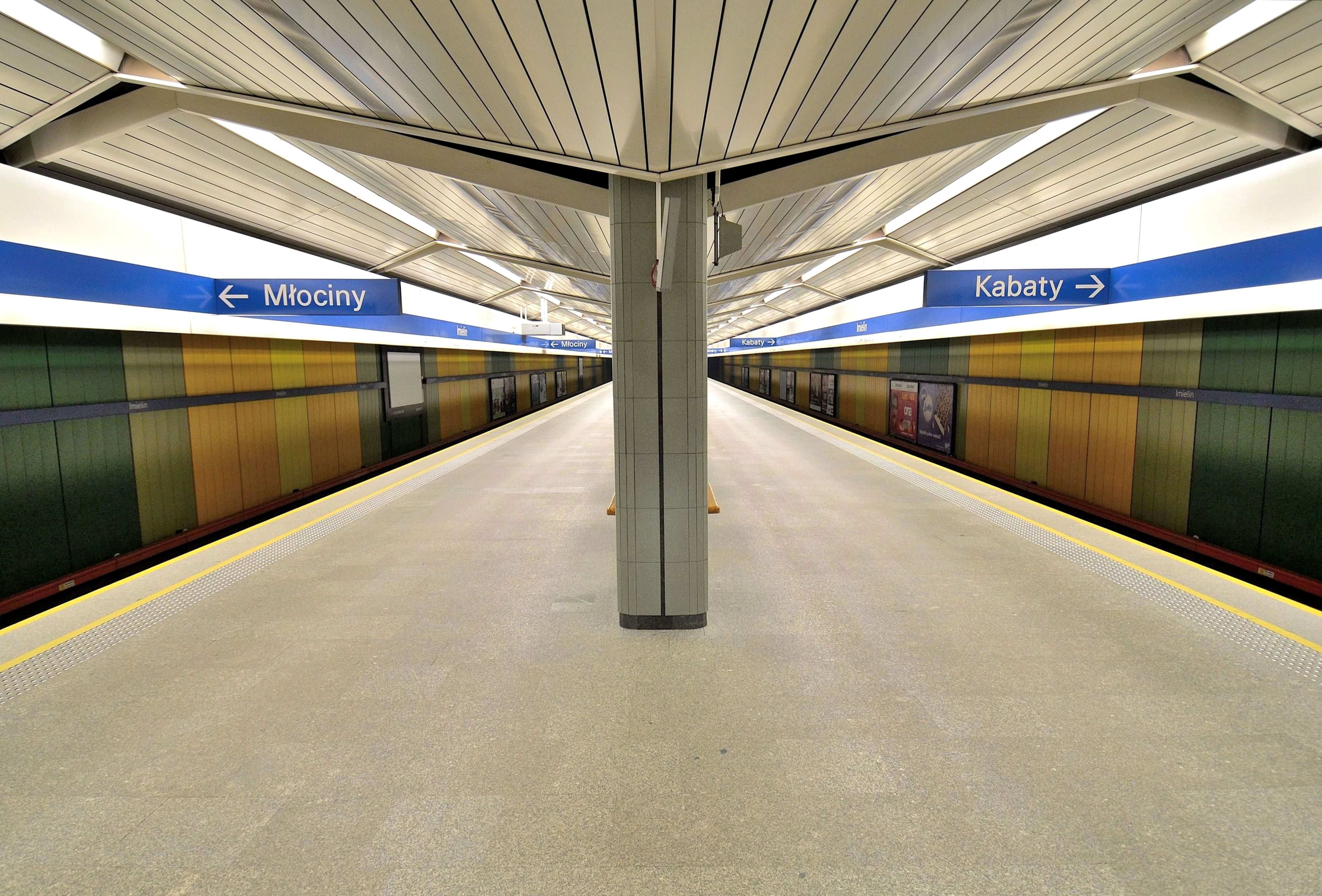
Imielin
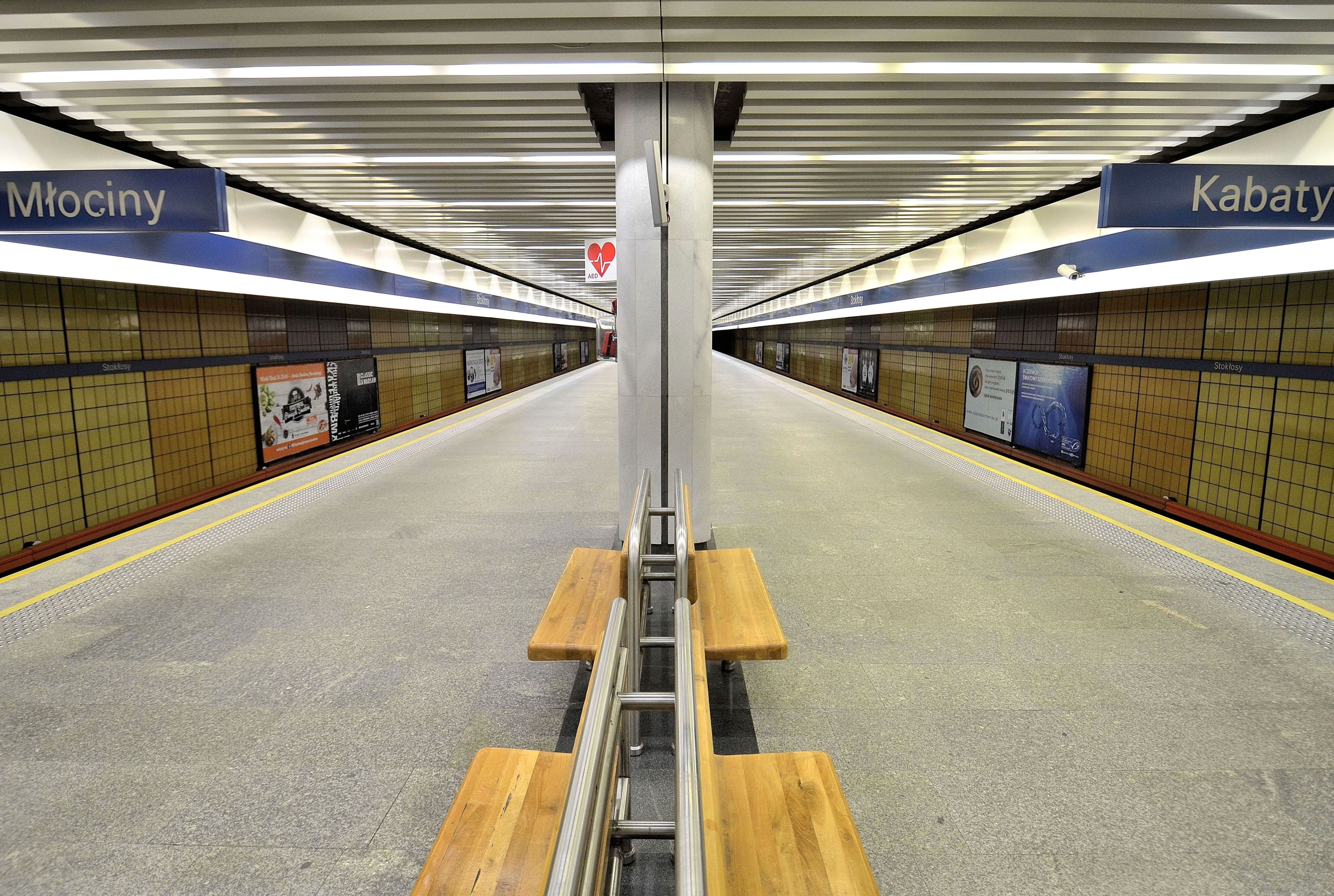
Stokłosy
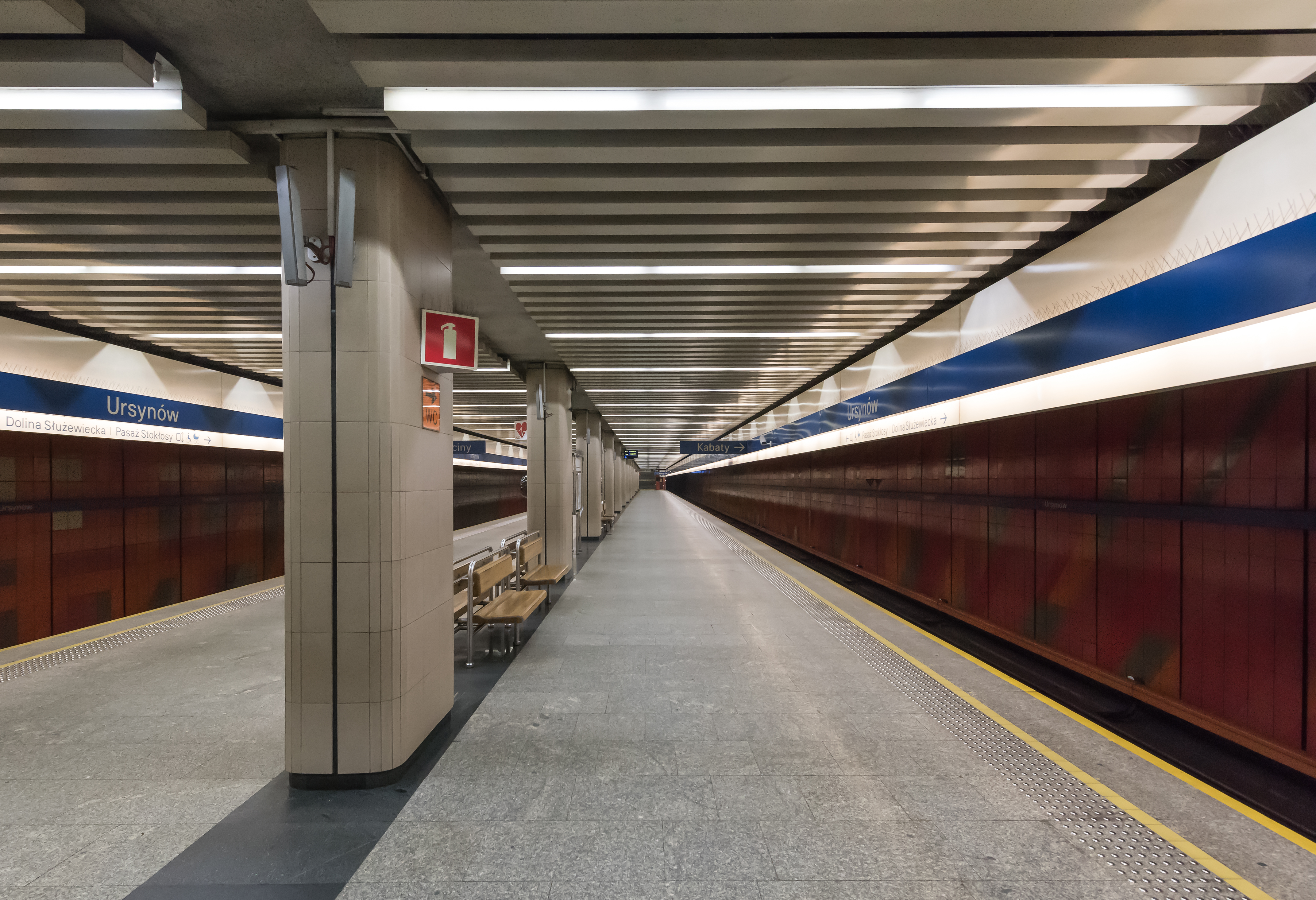
Ursynów
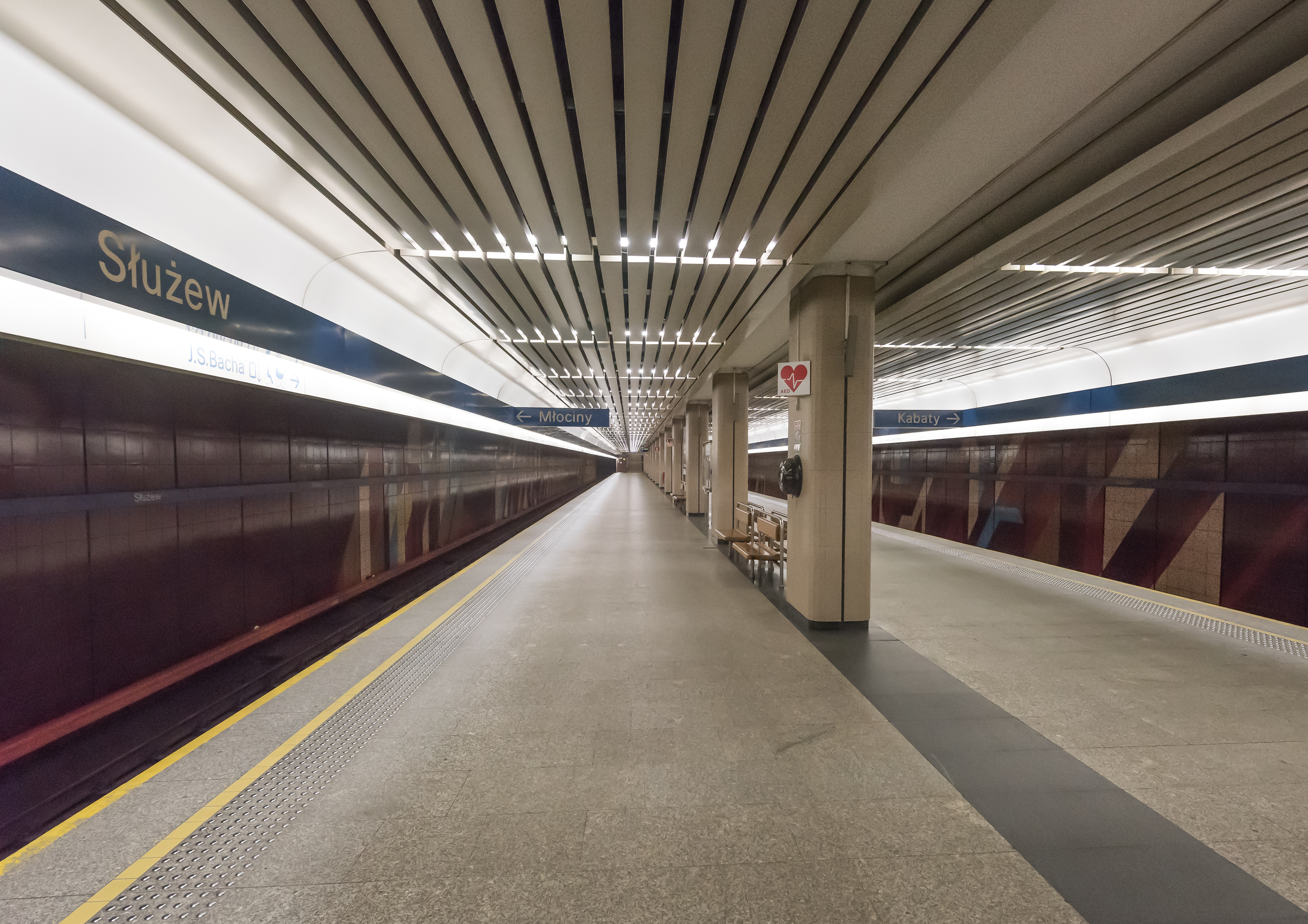
Służew
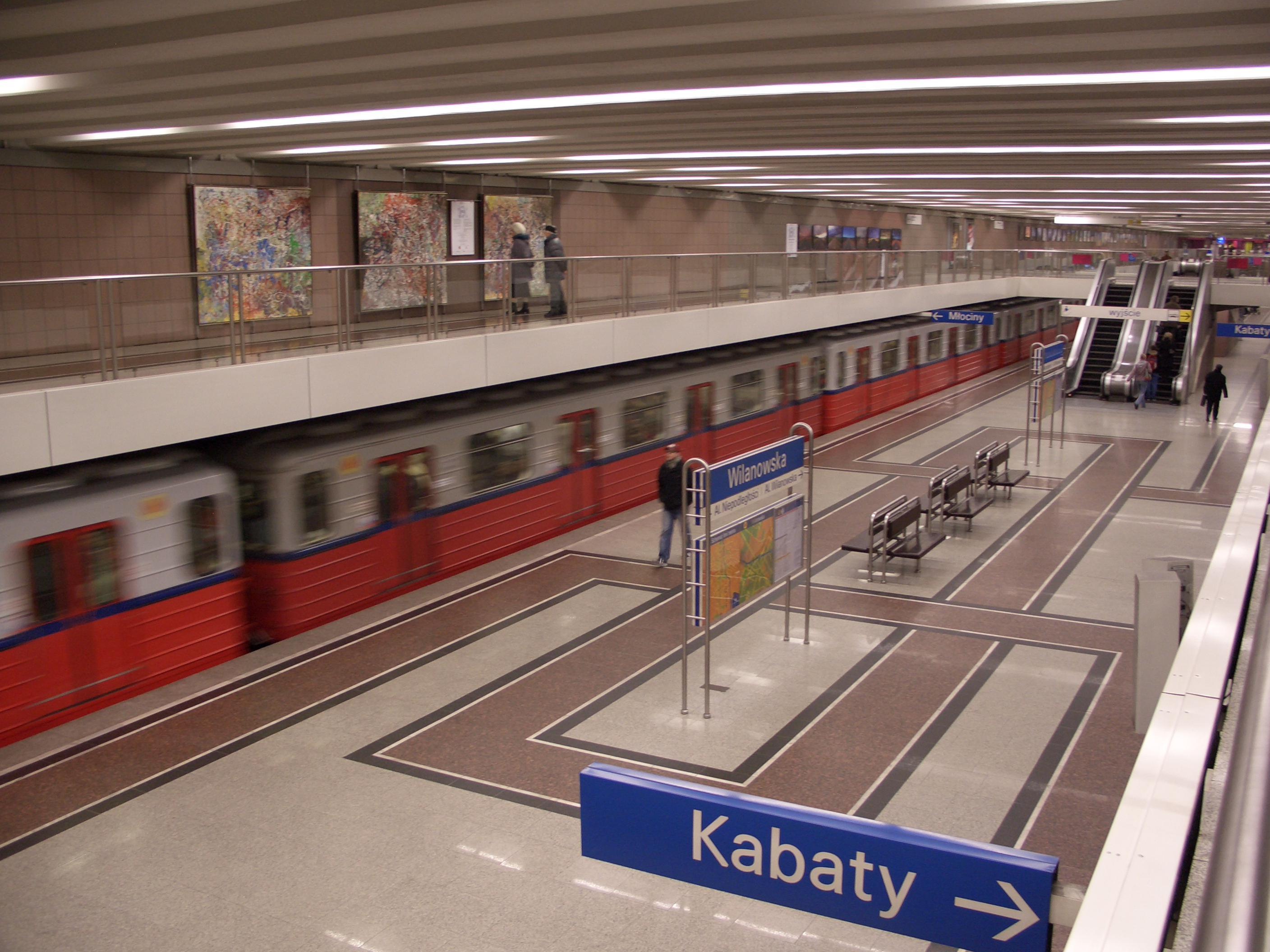
Wilanowska
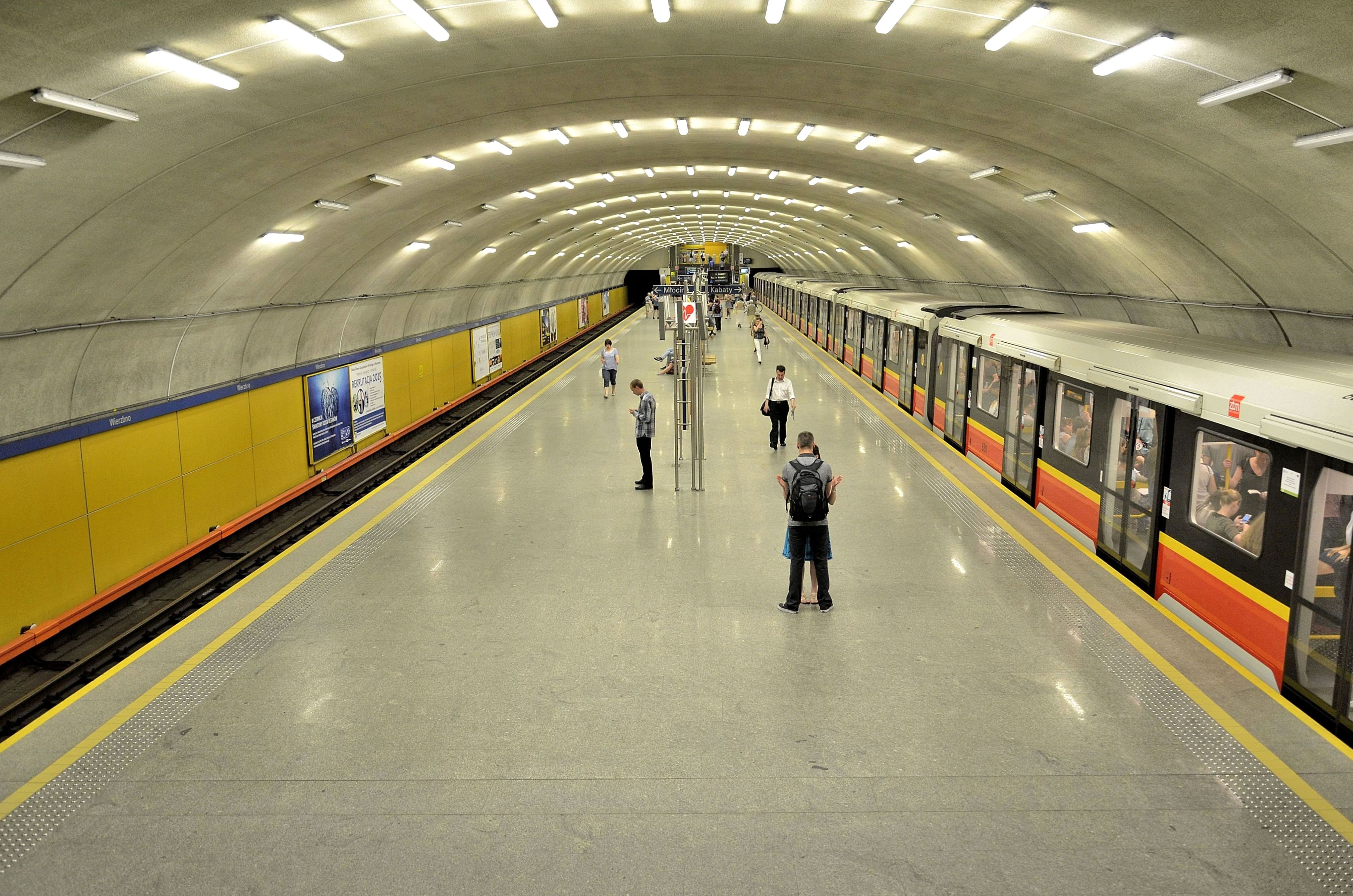
Wierzbno
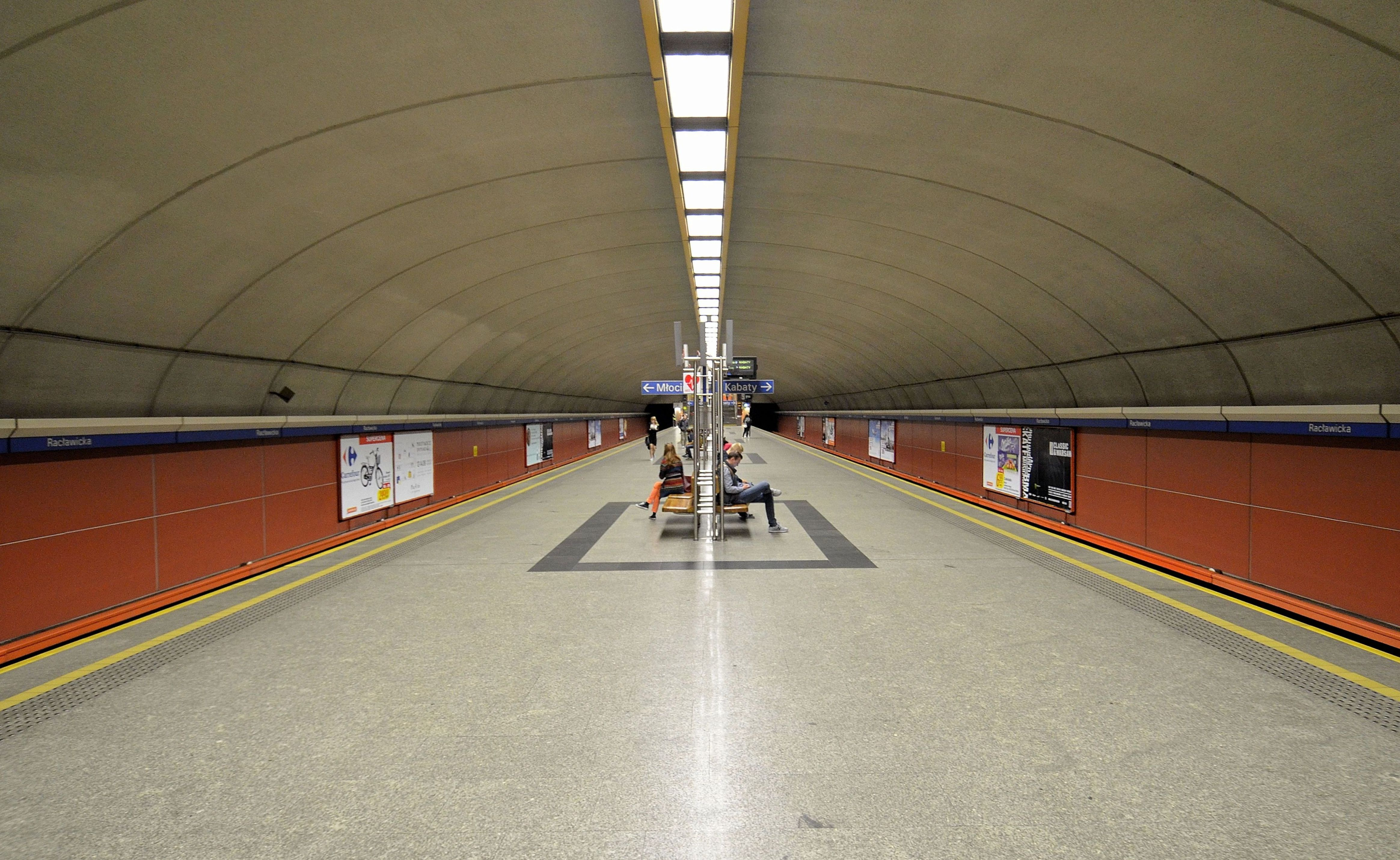
Racławicka
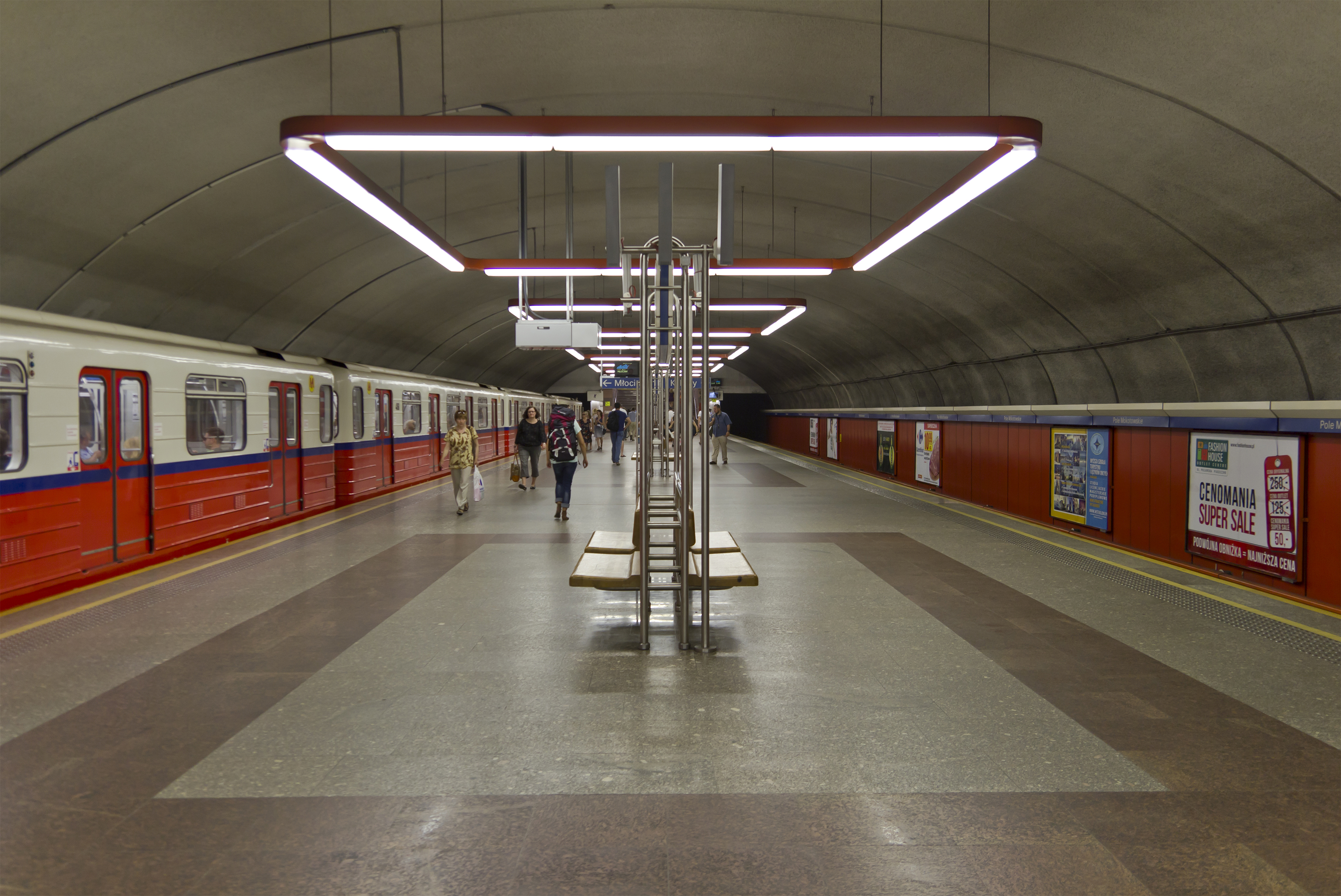
Pole Mokotowskie
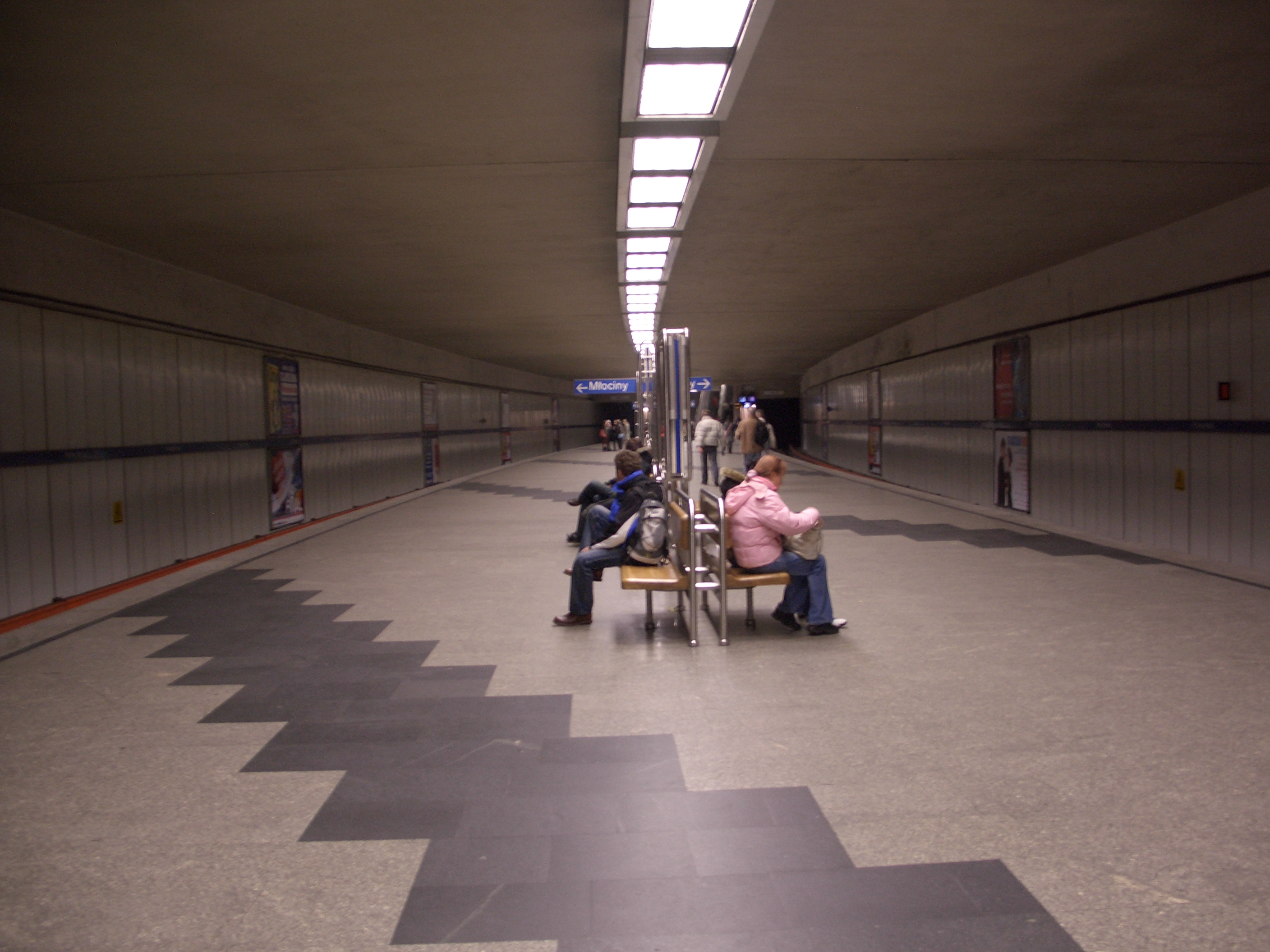
Politechnika
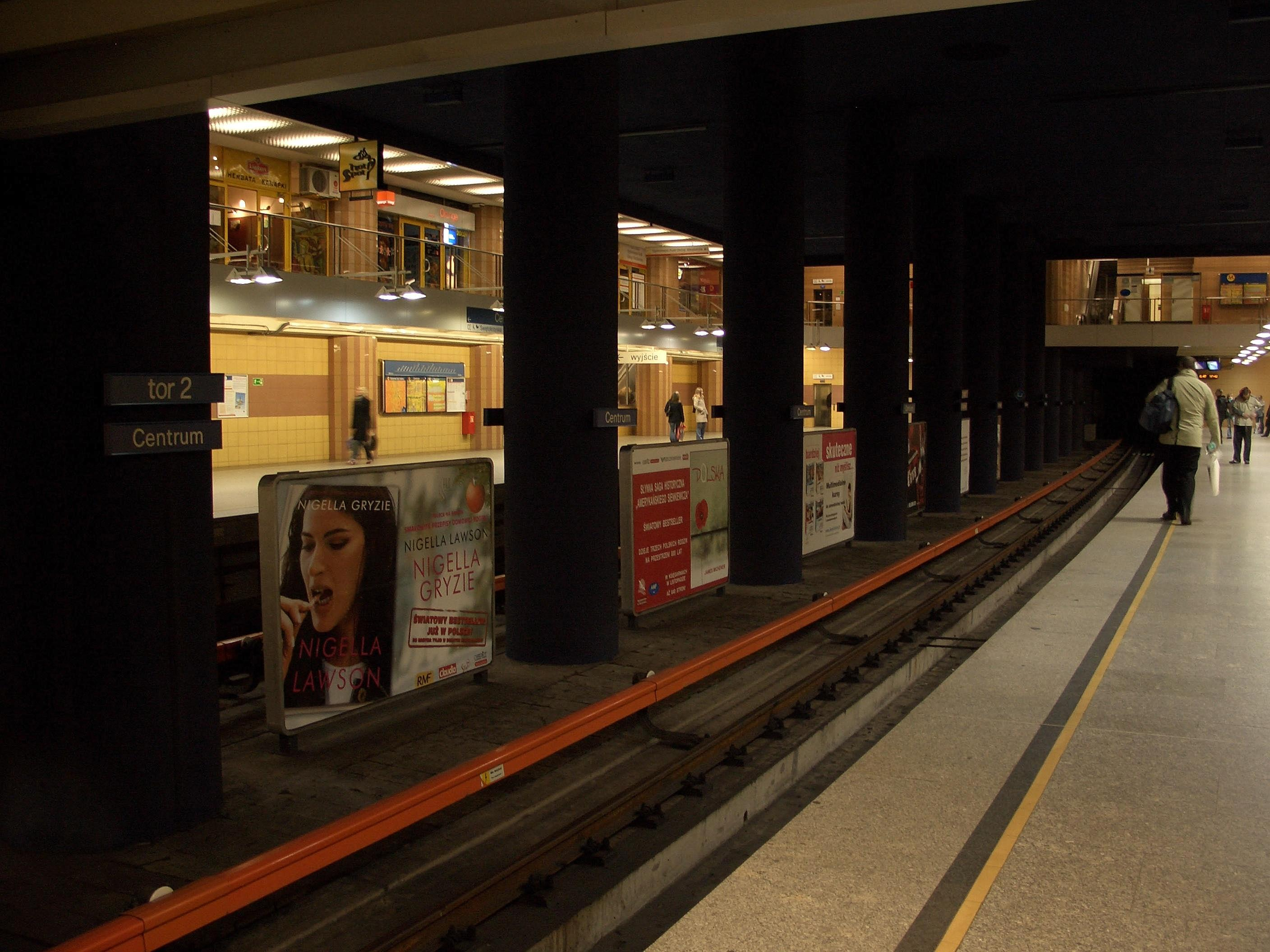
Centrum
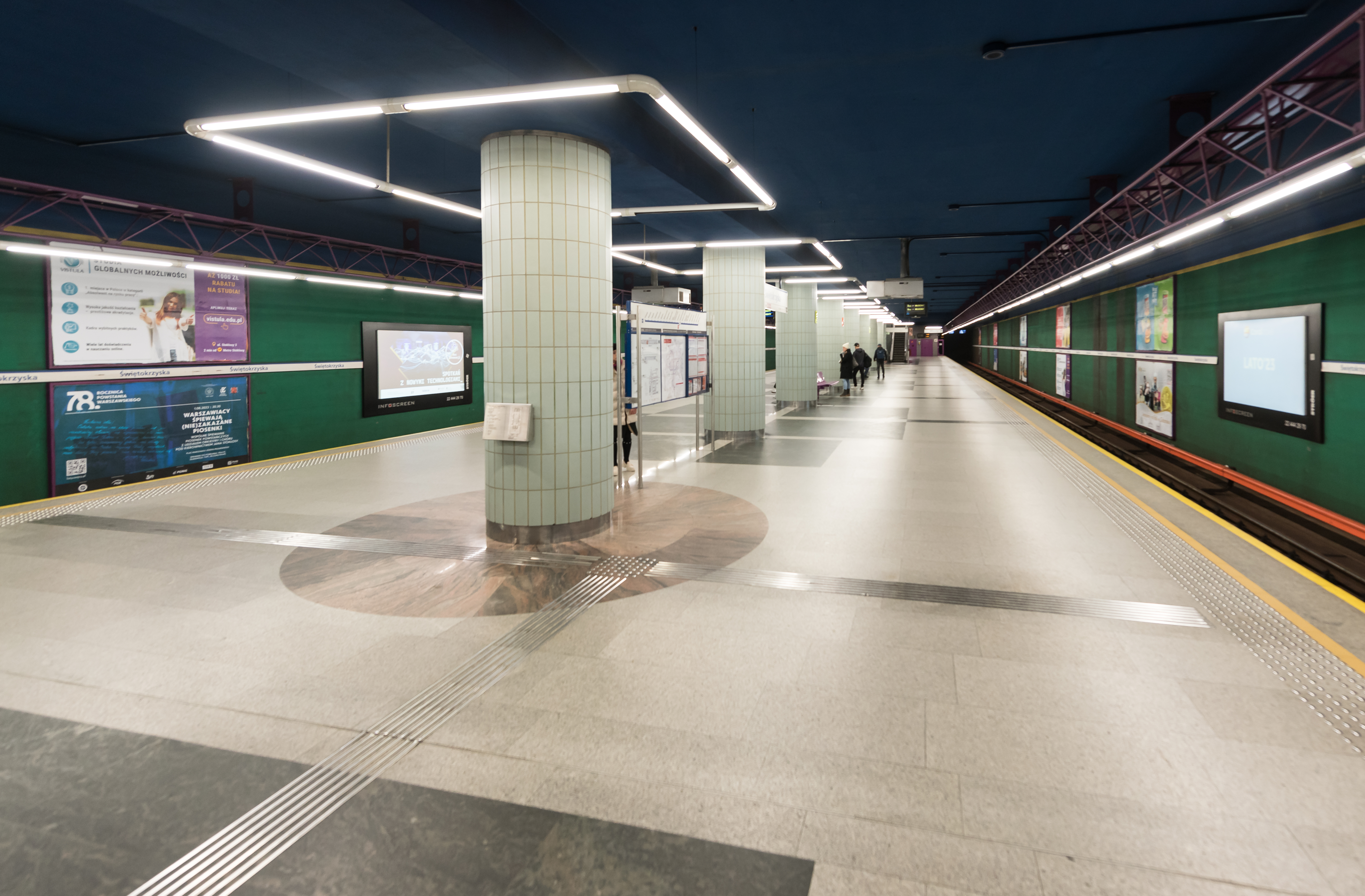
Świętokrzyska
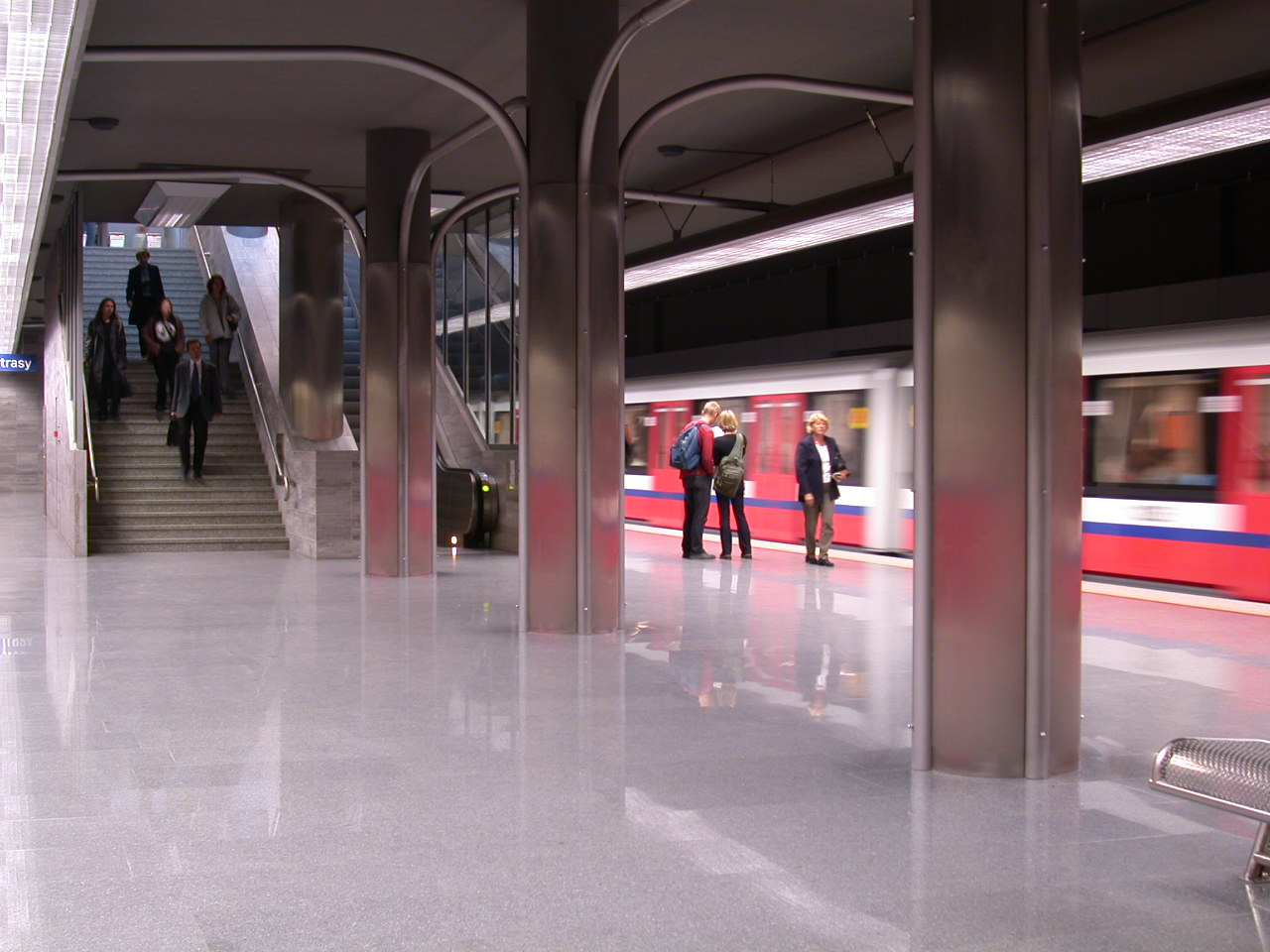
Ratusz Arsenał
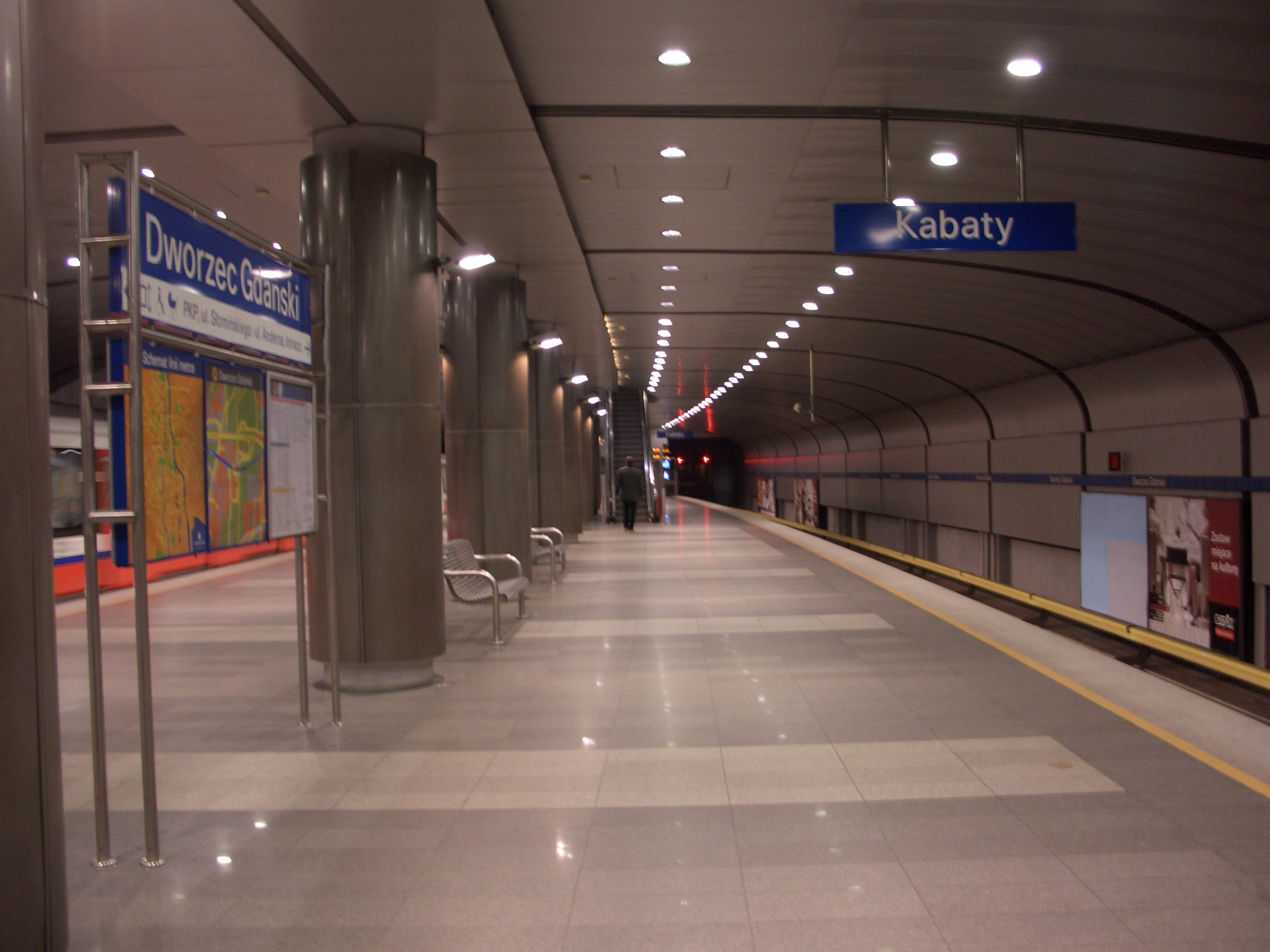
Dworzec Gdański
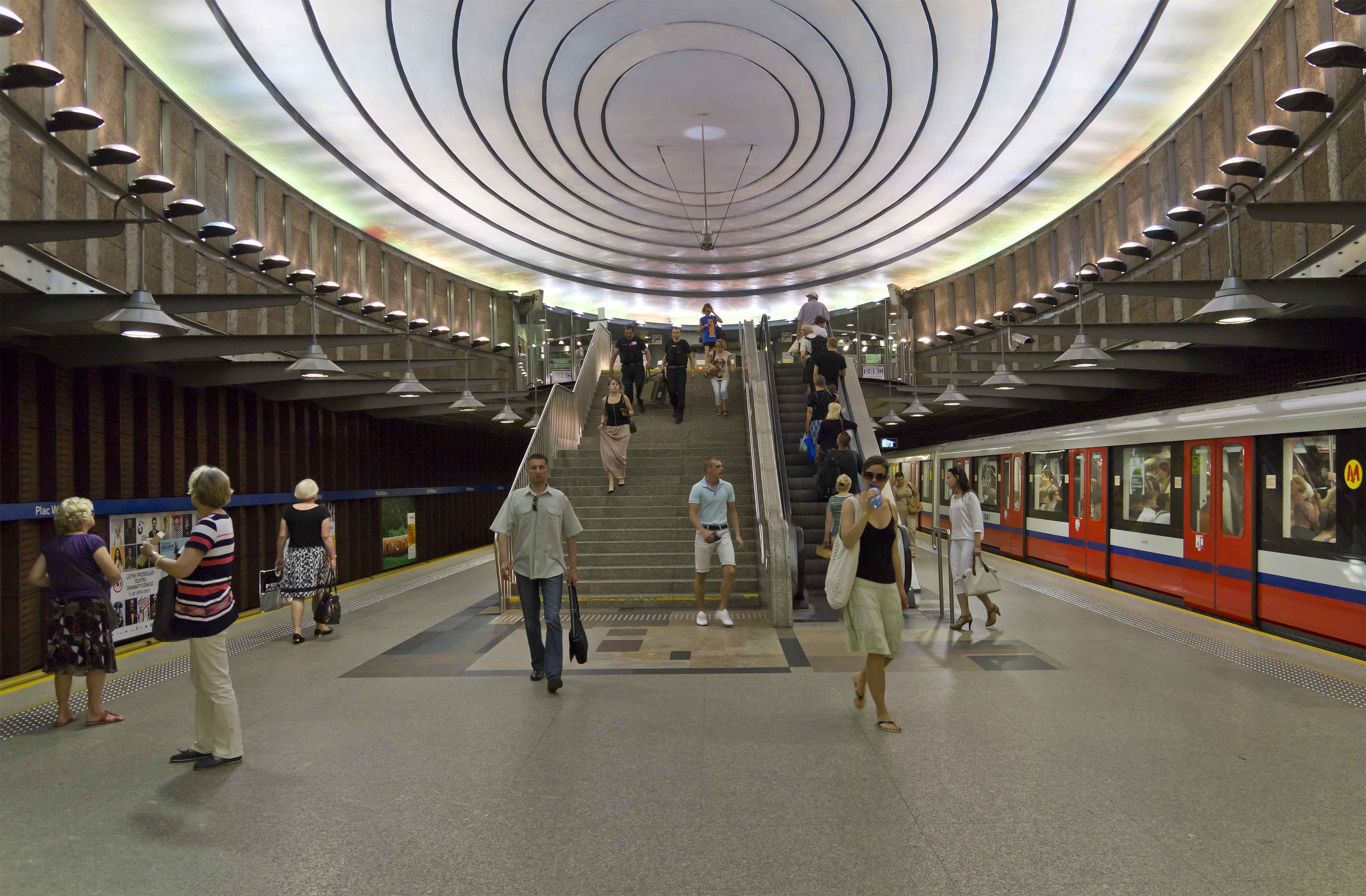
Plac Wilsona
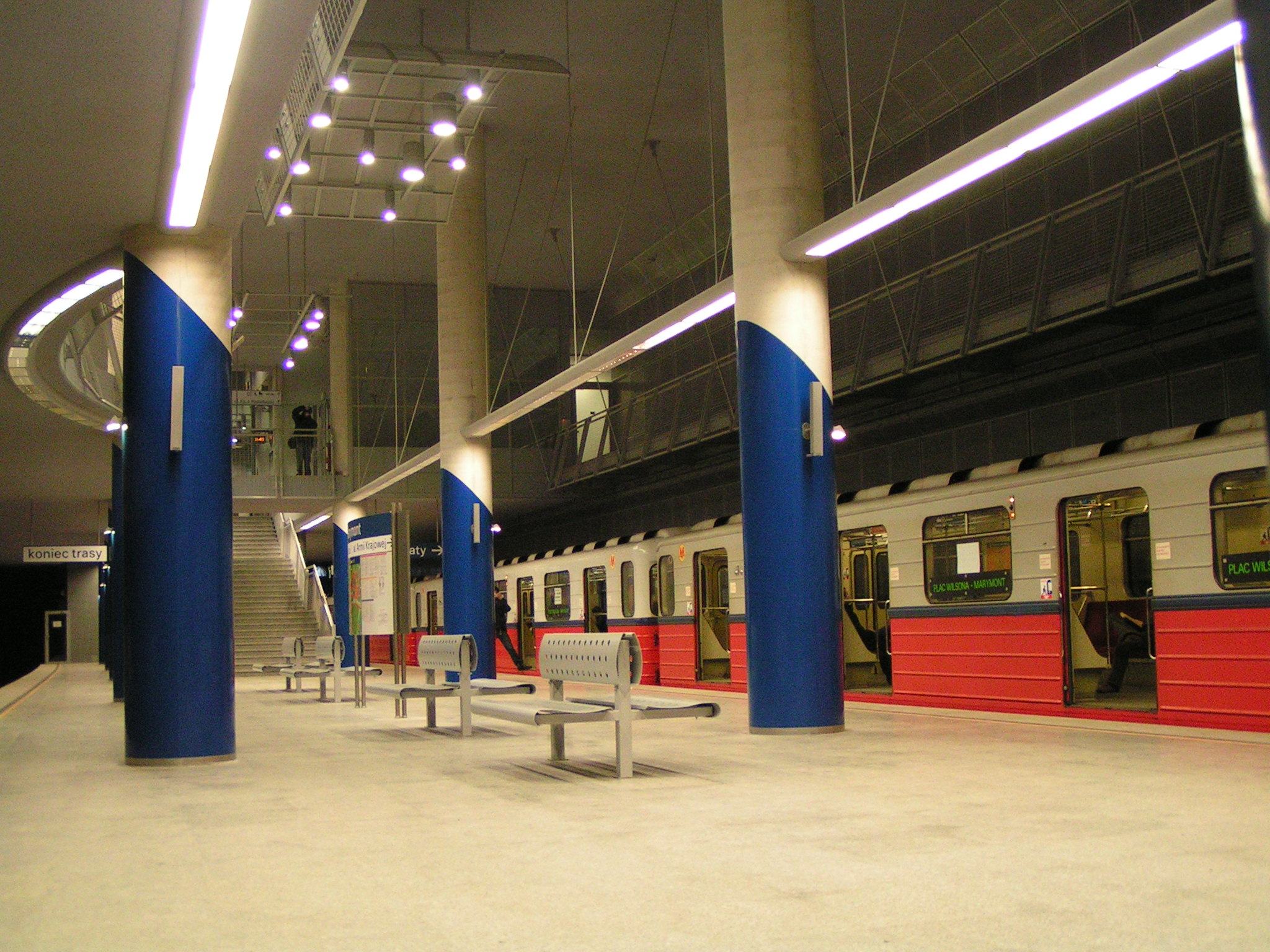
Marymont
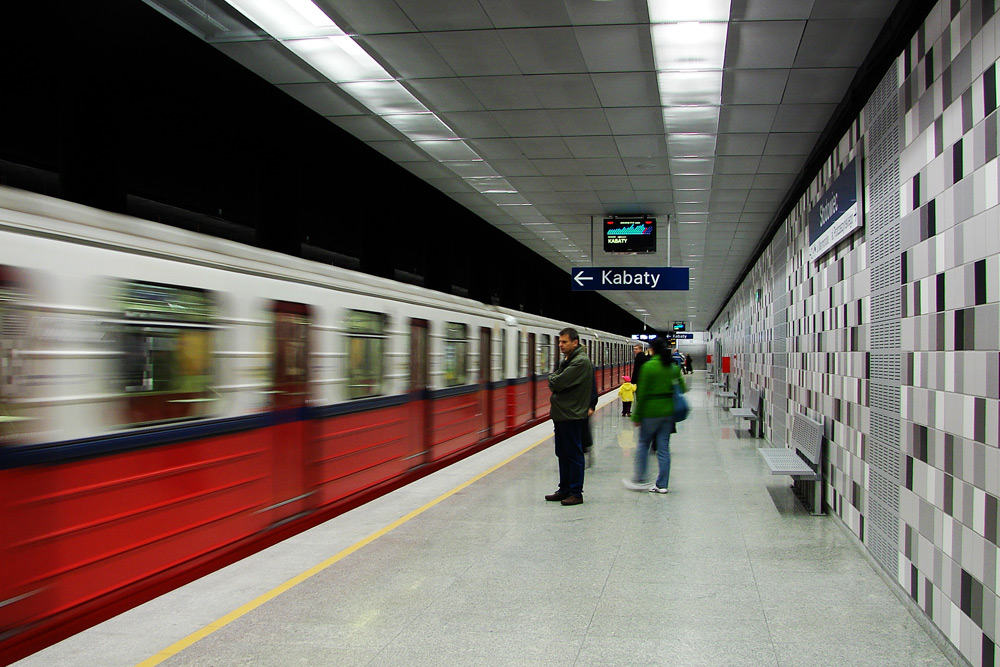
Słodowiec
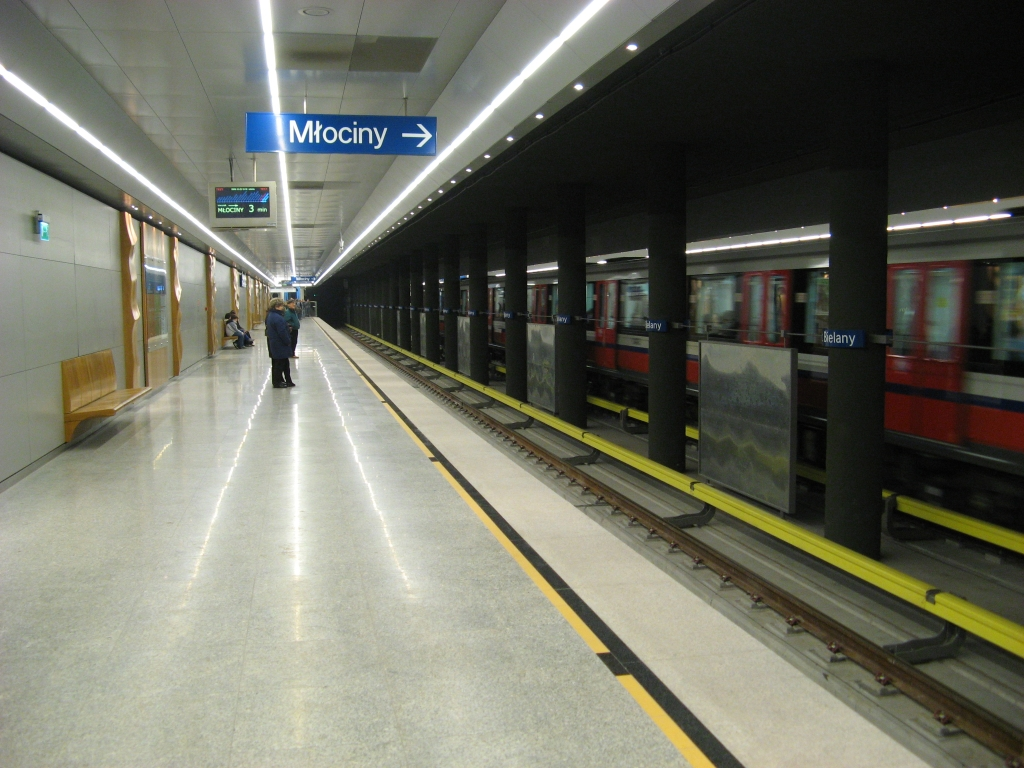
Stare Bielany
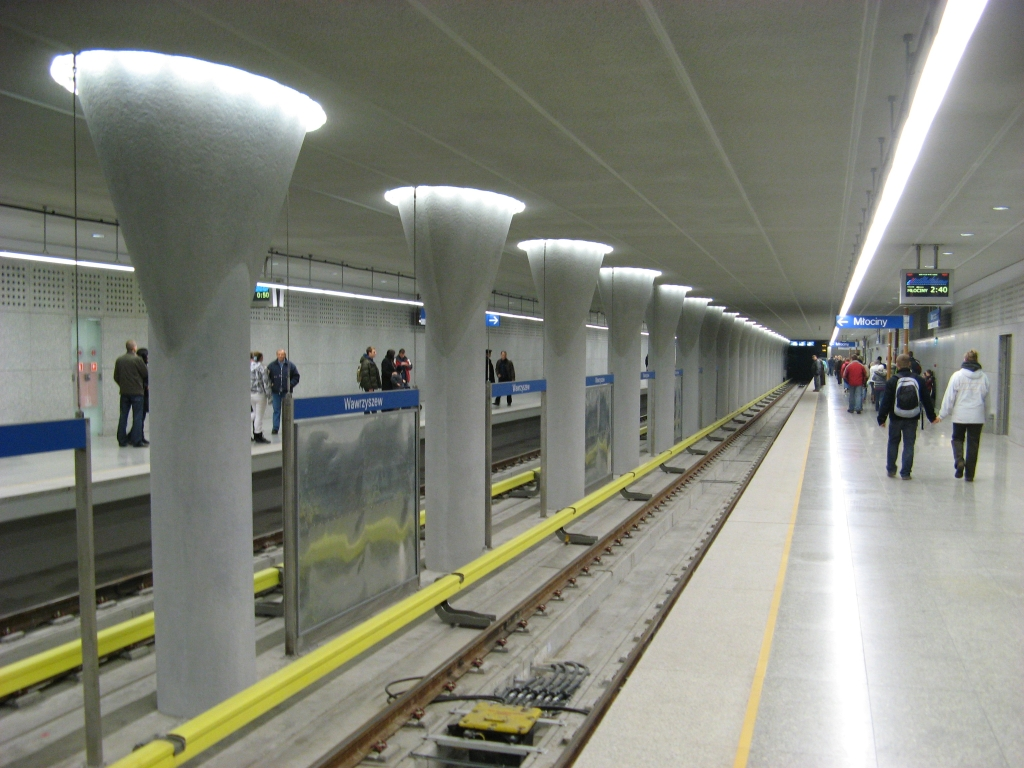
Wawrzyszew
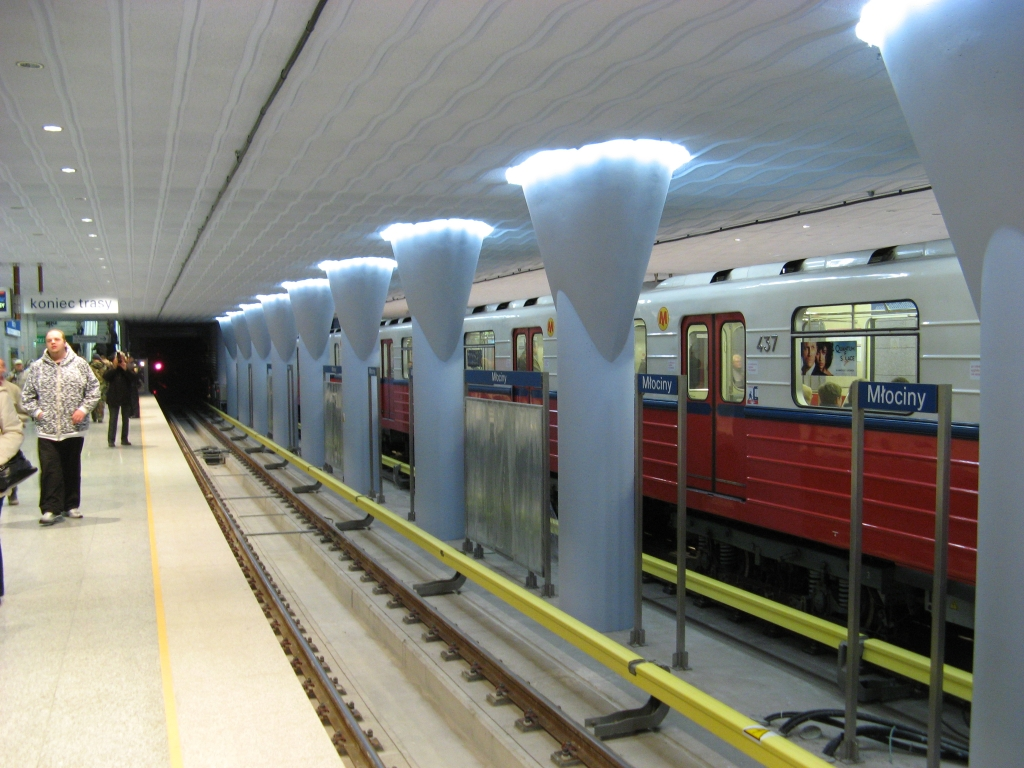
Młociny

## Fordítás
- Ez a szócikk részben vagy egészben  a   Linia M1 metra w Warszawie című lengyel Wikipédia-szócikk fordításán alapul.  Az eredeti cikk szerkesztőit annak laptörténete sorolja fel. Ez a jelzés csupán a megfogalmazás eredetét és a szerzői jogokat jelzi, nem szolgál a cikkben szereplő információk forrásmegjelöléseként.

## További információ
- A ZTM honlapja (angol nyelven). ztm.waw.pl. (Hozzáférés: 2016. április 1.)